# 于耿光
于耿光（?—?），河南省懷慶府孟縣人，清朝政治人物、進士出身。
光緒九年（1883年），参加癸未科殿試，登進士二甲73名。同年五月，著以主事分部学习。